# Історія повітряної війни
Історія повітряної війни розпочалась у стародавні часи із використання літавців із людиною на борту в Китаї. У III столітті вона розвинулась у війну повітряних куль. У 1911 році для військових цілей почали використовувати аероплани, початково для розвідки, але потім і для ведення повітряного бою для збиття розвідувальних літаків. Під час Другої світової війни розпочалось масове використання літаків для стратегічних бомбардувань. Крім того, Третій Рейх у роки Другої світової війни також розробив багато ракет та точних систем боєприпасів, включаючи перші крилаті ракети, перші балістичні ракети малої дальності, перші керовані ракети земля-повітря та перші протикорабельні ракети. Балістичні ракети почали відігравати ключову роль у роки холодної війни, оскільки були оснащені ядерними боєголовками і складовані наддержавами (США та СРСР) для стримування одне одного від їх застосування. Перше військове використання супутників в 1950-х роках було для розвідки і їх використання розвинулося до загальносвітових комунікаційних та інформаційних систем, які підтримують глобально розподілених військових користувачів розвідувальними даними з орбіти.

## Війна літавців
Найдавніша задокументована згадка про повітряну війну мала місце у стародавньому Китаї, коли літавці із людиною використовувались для ведення спостереження, військової розвідки та зв'язку.

## Війна повітряних куль

### Війна повітряних куль у стародавньому Китаї
Близько II або IIII століття у Китаї було винайдено прототип повітряної кулі на гарячому повітрі, ліхтар Кунміна, який слугував засобом військового зв'язку.

### Війна повітряних куль у Європі
Незначне за масштабами військове використання повітряних куль мало місце на зорі аеронавтики. Першим випадком застосування вважається Французький аеростатний корпус у битві при Флерюсі у 1794 році, який використовував прив'язні аеростати, L'entreprenant, задля збільшення оглядових можливостей.
Повітряні кулі мали багато недоліків. Їх використання було неможливим у погану погоду, туман або за сильного вітру. Вони були цілком у владі вітрів і також становили собою дуже легкі мішені.

### Громадянська війна у США

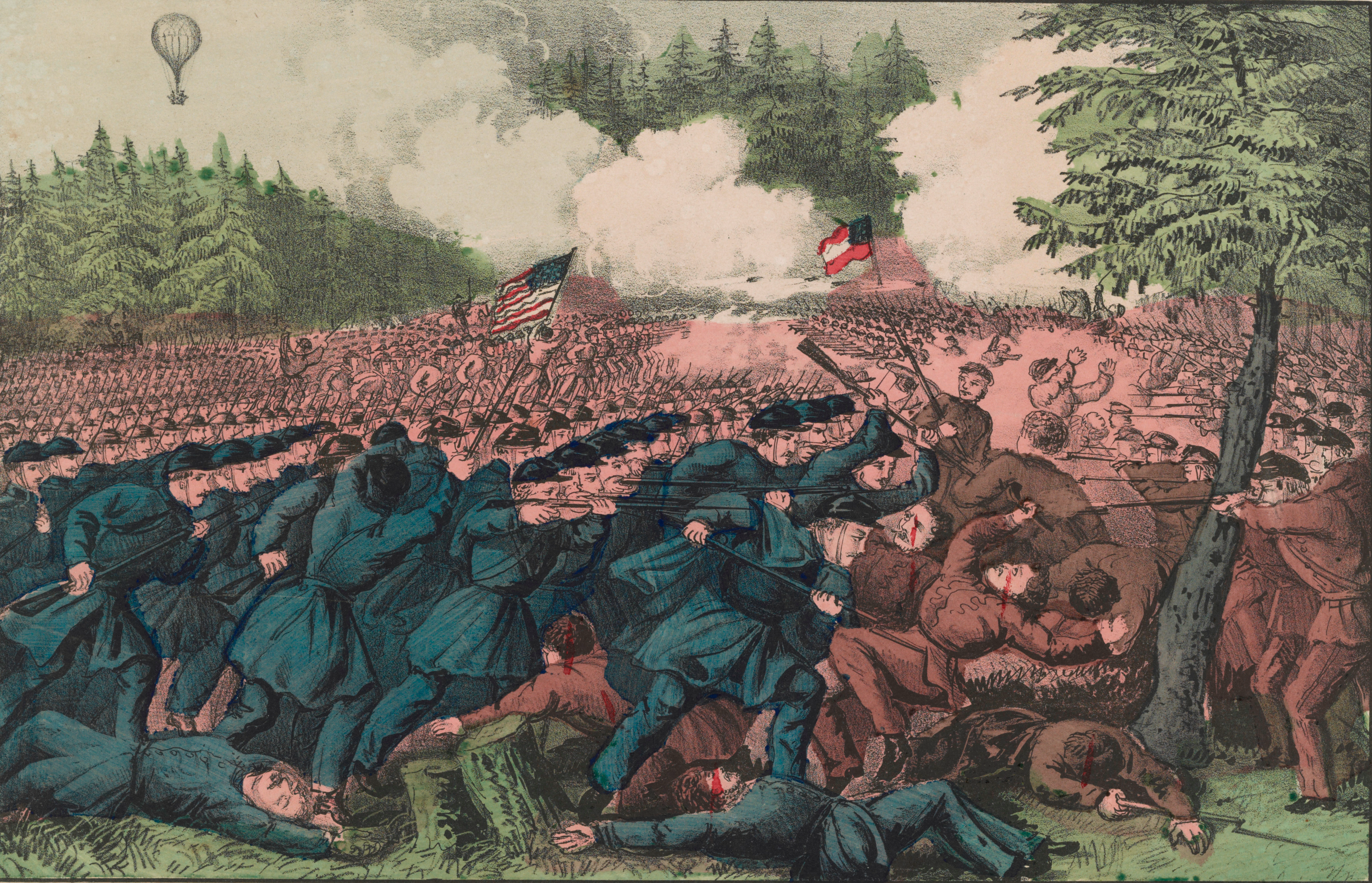
із однією з повітряних куль Лоу на задньому плані

#### Аеростатний корпус армії Союзу

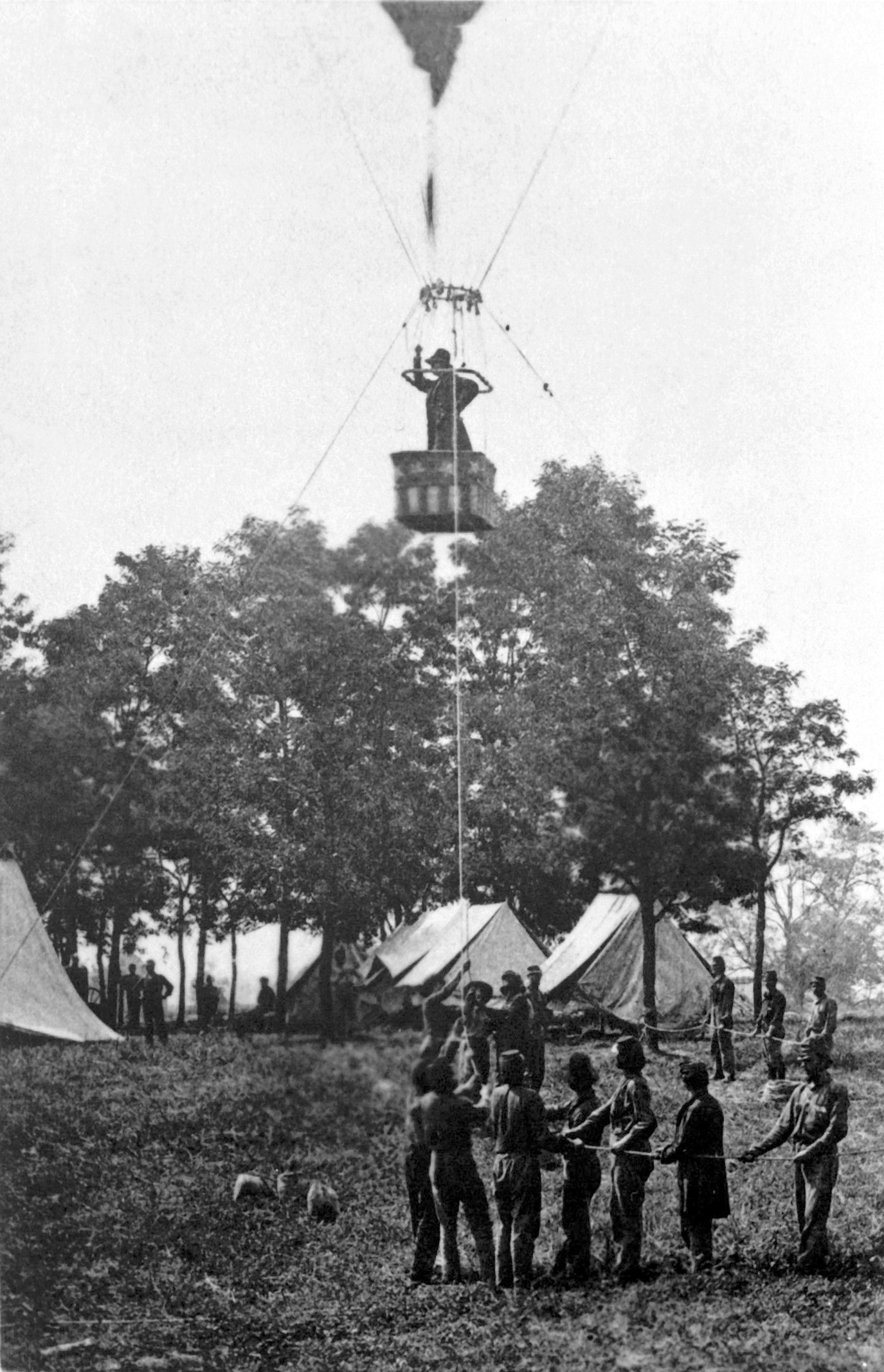
Професор Лоу піднімається на борту Intrepid, щоб спостерігати битву при Фейр-Оакс

Громадянська війна у Сполучених Штатах Америки була першим конфліктом у якому досить широко почали використовуватись здобутки аеронавтики у допоміжних цілях на полі бою. Тадеуш Лоу зробив значний внесок у військові спроможності Союзу, використовуючи флот повітряних куль, які він сам і створив. В червні 1861 року професор Тадеуш С. К. Лоу полишив свою роботу у приватному секторі та запропонував свої послуги як аеронавта президенту Лінкольну, який проявляв деякий інтерес до ідеї повітряної війни. Демонстративний політ Лоу на кулі понад Вашингтоном та передача телеграми на землю були достатніми, щоб його представили командувачам топографічних інженерів; спочатку вважалося, що повітряні кулі можуть бути використані для покращення якості мап.
Першою акцією Лоу був вільний політ спостереження позицій Конфедератів у Першій битві при Булл-Рані в липні 1861 року.
Потім Лоу викликали до форту Коркоран, де він піднявся у повітря з метою виявлення таборів повстанців. За допомогою сигнальних прапорців він спрямовував на них вогонь артилерії.
Лоу та інші повітроплавці сформували Аеростатний корпус армії Союзу. Лоу суворо наполягав на виконанні прив'язних (на противагу вільним) польотів, через занепокоєння про можливість бути збитим над лінією фронту і понести покарання як шпигун. За допомогою підйому на висоти від 300 м до 5.600 м можна було отримати детальну картину поля бою та його околиць.
Із відступом Конфедератів війна перетворилася на Кампанію на півострові. Через густі ліси на півострові повітряні кулі були неспроможні переміщуватись по землі, тому на платформу для повітряних куль було перетворено вугільну баржу. Повітряні кулі та їх газові генератори були завантажені на борт і сплавлені вниз за течією Потомаку до місця де можна було б продовжити розвідку півострова.
У битві при Фейр-Оакс, Лоу міг бачити наступ армії противника і відправив депешу для введення резерву.
Аеростатний корпус пізніше був приєднаний до інженерного корпусу. До серпня 1863 року Аеростатний корпус армії Союзу було розпущено.

#### Армія Конфедерації
Армія Конфедерації також використовувала повітряні кулі, але це було суттєво ускладнено нестачею припасів, що виникла внаслідок ембарго. Вони були змушені шити свої повітряні кулі з кольорового шовку, який використовувався для виготовлення суконь і їх використання було обмежене нерегулярністю поставок газу до Річмонду, Вірджинія. До літа 1863 року усі розвідувальні польоти американської громадянської війни на повітряних кулях припинилися.

## Перед Першою світовою війною

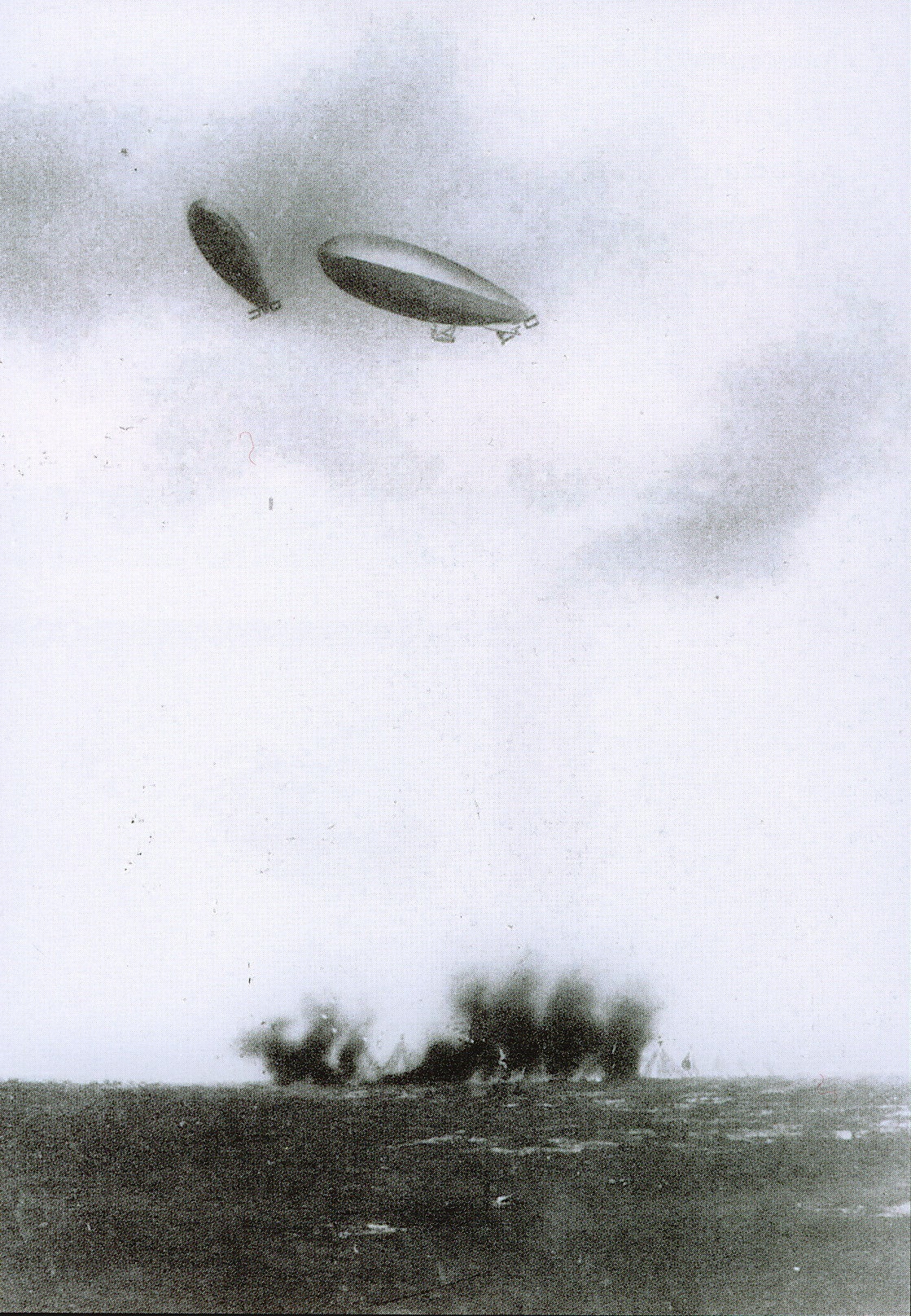
Італійські дирижаблі бомблять турецькі позиції на території Лівії. Італо-турецька війна була першою в історії, де застосовувались повітряні бомбардування за допомогою літаків і дирижаблів.

Флот Сполучених Штатів виявляв зацікавленість у морській авіації від початку XX століття. У серпні 1910 року Якоб Ерл Фікел здійснив перший експеримент зі стрільби з аероплана разом із Гленном Кертіссом. У 1910–1911 рр. ВМС провели експерименти, що довели практичність палубної авіації. 14 листопада 1910 року біля Гемптон-Роудс, Вірджинія цивільний пілот Юджин Елі злетів з дерев'яної платформи встановленої на розвідувальному крейсері USS Birmingham (CL-2). Декількома хвилинами пізніше він здійснив безпечну посадку на березі. Через декілька місяців Елі також довів, що можна здійснити безпечну посадку на корабель. 18 січня 1911 року він приземлився на платформі прикріпленій до палуби американського крейсера USS Pennsylvania (ACR-4) у гавані Сан-Франциско.
Перше використання літаків в реальній війні відбулося у італійсько-турецькій війні 1911 року, коли моноплани Blériot XI та Nieuport IV повітряного корпусу італійської армії бомбардували турецький табір біля Аін Зара у Лівії. Протягом Першої балканської війни (1912) повітряні сили Болгарії бомбардували турецькі позиції біля Адріанаполя, а грецька авіація здійснила першу в історії місію повітряної кооперації з флотом над Дарданеллами. Аероплани також використовувались армією Сполучених Штатів проти Панчо Вільї. Повітряна розвідка теж використовувалась в обох війнах. Авіаційні бомби широко використовувався під час Першої Балканської війни (в тому числі і під час першого нічного бомбардування 7 листопада 1912 року) і згодом використовувались німецькою імперською повітряною службою під час Першої світової війни.

## Перша світова війна

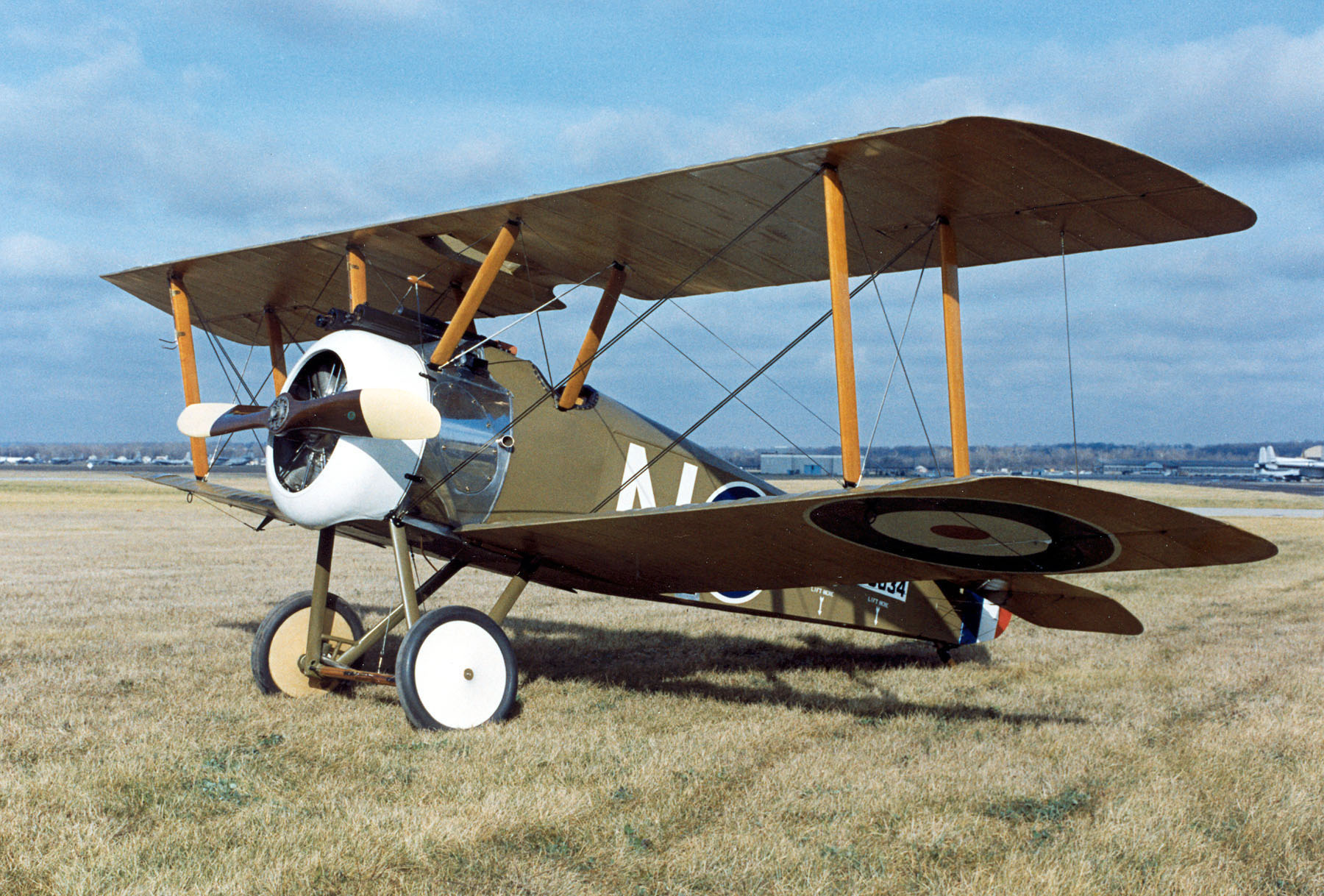

у Першій світовій війні обидві сторони від початку використовували прив'язні аеростати і літаки для ведення спостереження, як з метою розвідки, так і для коригування артилерійського вогню. Прагнення перешкодити спостереженню супротивника призвели до того, що пілоти аеропланів почали атакувати інші аероплани та аеростати, спочатку із застосуванням стрілецької зброї, що перевозилася в кабіні.

## Міжвоєнний період
Між 1918 та 1939 роками авіаційні технології розвивалися дуже стрімко. У 1918 році більшість літаків були біпланами із дерев'яними каркасами, полотняними шкурами, дротяним такелажем та двигунами повітряного охолодження.

### Мережа
- "War in the Air" from Oral Histories of the First World War: Veterans 1914–1918 [Архівовано 30 вересня 2007 у Wayback Machine.] at Library and Archives Canada
- Warplane: Military Aviation: Key Innovations. Thirteen/WNET New York. 2006. Архів оригіналу за 17 листопада 2007. Процитовано 27 листопада 2007.

## Зовнішні посилання
- A Brief History of Air Warfare [Архівовано 1 серпня 2016 у Wayback Machine.]
- World War I in photos: Aerial Warfare [Архівовано 31 липня 2016 у Wayback Machine.]